# Александър IV Македонски
Александър IV Македонски (на гръцки: Αλέξανδρος Δ΄ ο Μακεδών, на старогръцки: Ἀλέξανδρος Aἰγός) е единственият легитимен син на Александър Македонски и бактрийската принцеса Роксана от Согдиана. Той е единственият наследник на създаденото царство от баща му, което се простира от Гърция до западните части на Индия. От 323 – 310 г. пр. Хр. той е цар на Древна Македония.
След смъртта на Александър Велики на 10 юни 323 г. пр. Хр. диадох Пердика осигурява правата на наследник на още неродения Александър. Македонската войска обаче въздига за цар Филип III Аридей – малоумния по-голям полубрат на Александър Велики. Когато малко след това се ражда Александър, по настояване на Пердика и със съгласието на Филип III, е провъзгласен също за цар.
Пердика управлява царството като регент. През 320 г. пр. Хр. Пердика е убит и регентството е поето от Питон и Архидай по настояване на Птолемей I. На конференцията в Трипарадис (в Сирия) по искане на Евридика II за регент на Македония е избран Антипатър. Антипатър задължава Филип III и съпругата му, също и Александър IV и майка му Роксана, да го придружат в Македония. Следващата година Антипатър умира и оставя регентството не на сина си Касандър, а на приятеля си Полиперхон. Това води до избухване на втората диадохска война.
Касандър се съюзява с Птолемей I, Антигон I Монофталм и Евридика II, жената на Филип III Аридей, и обявява война на Полиперхон, който е съюзен с Олимпиада, майката на Александър Велики. След първоначални успехи Полиперхон губи през 318 г. пр. Хр. и бяга заедно с Олимпиада, петгодишния цар Александър IV и Роксана при Еакид в Епир. Малко след това Касандър напуска Македония и оставя управлението на Евридика.
Олимпия успява да убеди братовчед си Еакид да тръгне с тях против Македония. Македонската войска не посмяла да се бие против Александър IV, легитимния престолонаследник, и тогава Филип III и Евридика избягват. Те са хванати обаче и на 25 декември 317 г. пр. Хр. екзекутирани. Така Александър IV става единствен владетел с Полиперхон като регент.
През 316 г. пр. Хр. Касандър се връща обратно и завладява отново Македония. Той нарежда веднага екзекуцията на Олимпиада, a Александър IV и Роксана са затворени в Амфипол. През 311 г. пр. Хр., след третата диадохска война, в диадохския мир е определено, че Александър след като стане пълнолетен да стане единственият владетел.
През 310 г. пр. Хр. привържениците на царската фамилия желаят Александър да поеме регентството. За да осигури своята власт, Касандър нарежда на Главкиас, пазачът на Александър, да убие Александър и майка му Роксана. Така младият цар и майка му са отровени. Предполага се, че останките му са погребани в царските гробници в Еге.
След екзекуцията на Филип III в 317 г. пр. Хр. Александър IV е почитан и като фараон на Египет. След неговата смърт времеброението се води под неговото име, докато Птолемей I се възкачва на трона на Египет.
Александър IV е по-малък полубрат на Херакъл Македонски, нелегимен син на баща му и персийката Барсина. През 309 г. пр. Хр. Касандър нарежда убийството на Александър IV Македонски и Роксана.